# Лінден (Нідерланди)
Лінден (нід. Lienden) — село в нідерландській провінції Гелдерланд. Входить до муніципалітету Бюрен. Перша згадка про село датується 970 роком.
До 1999 року мало статус окремого муніципалітету.

## Галерея

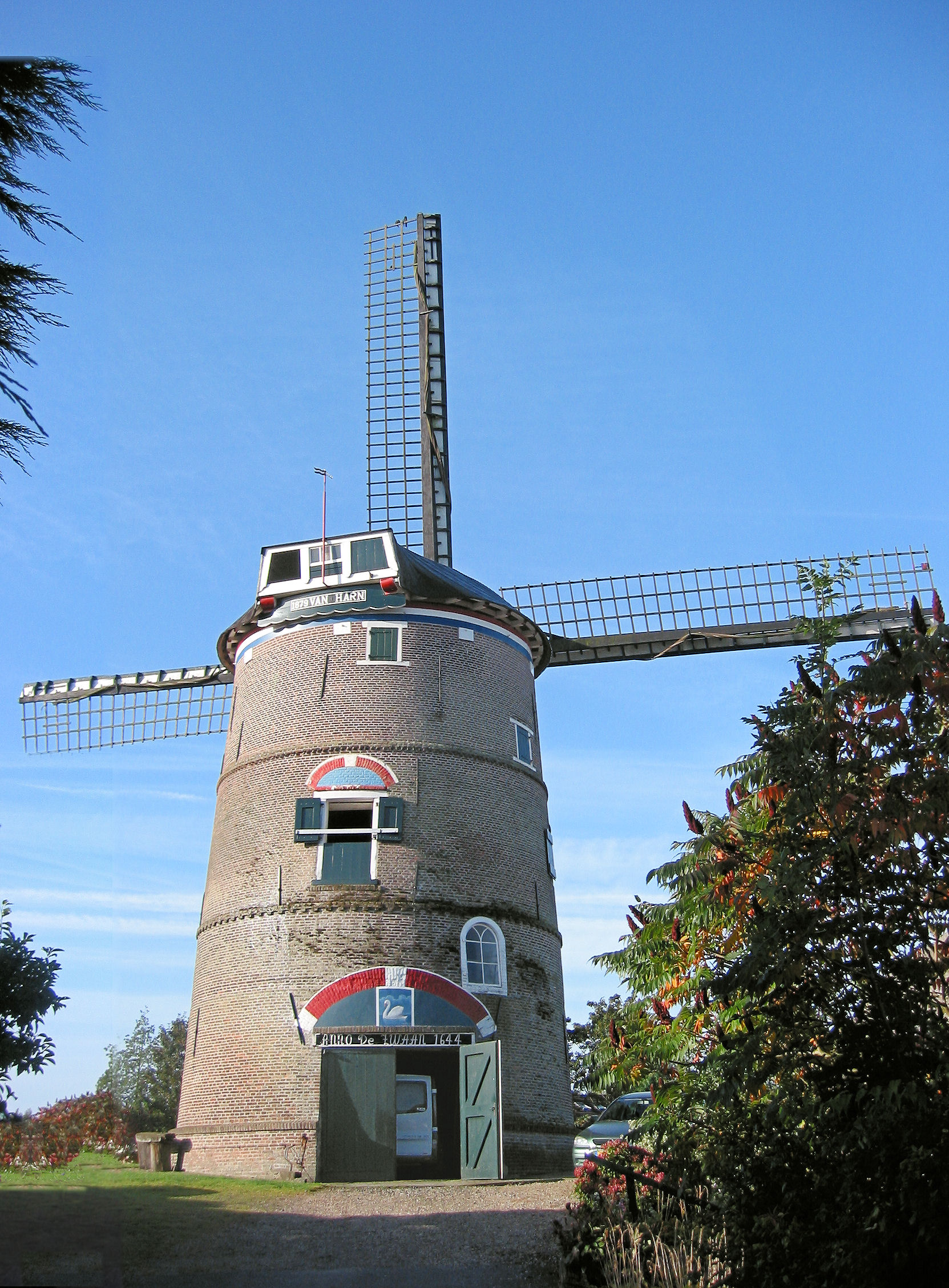
Вітряк
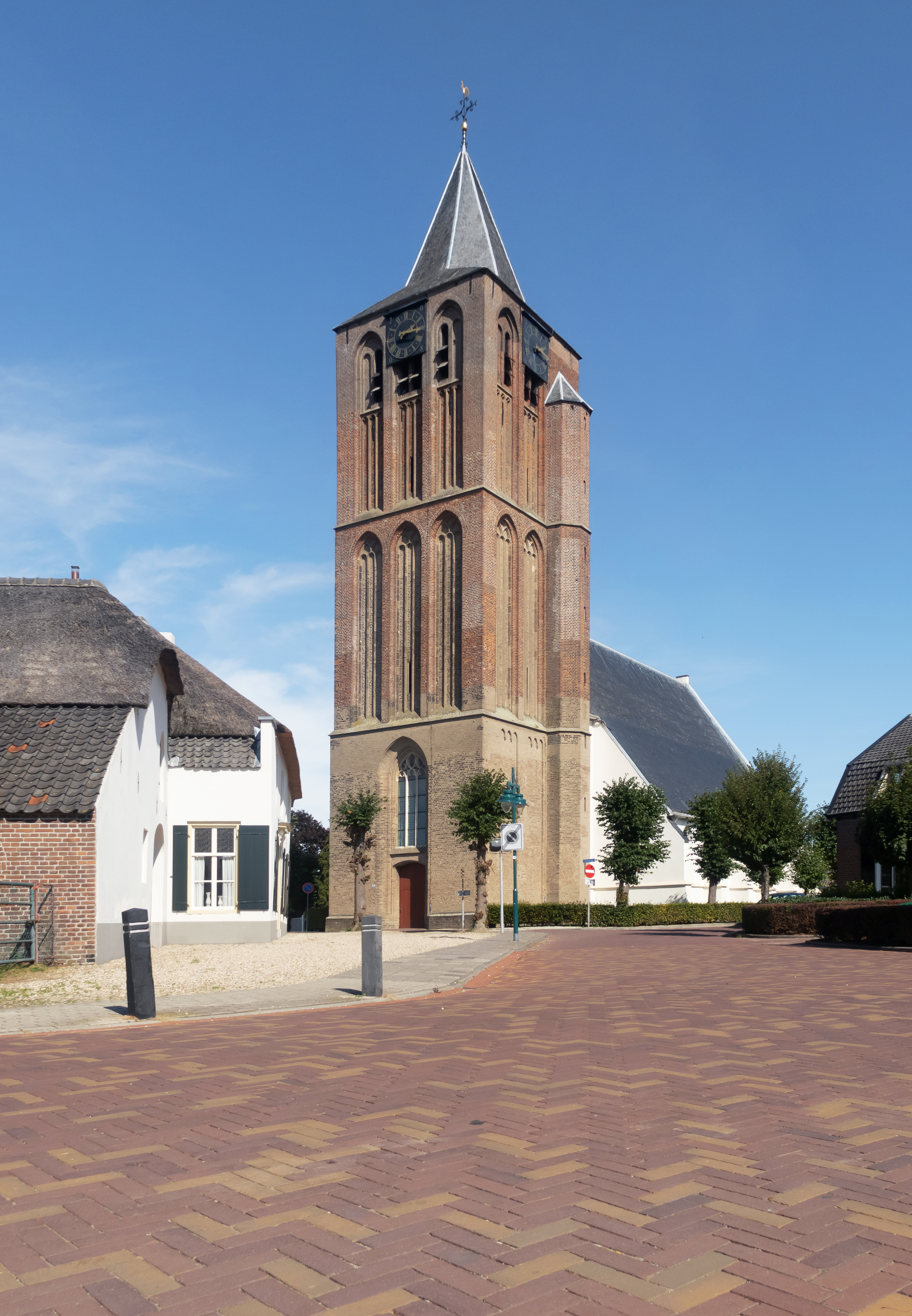
Церква Діви Марії
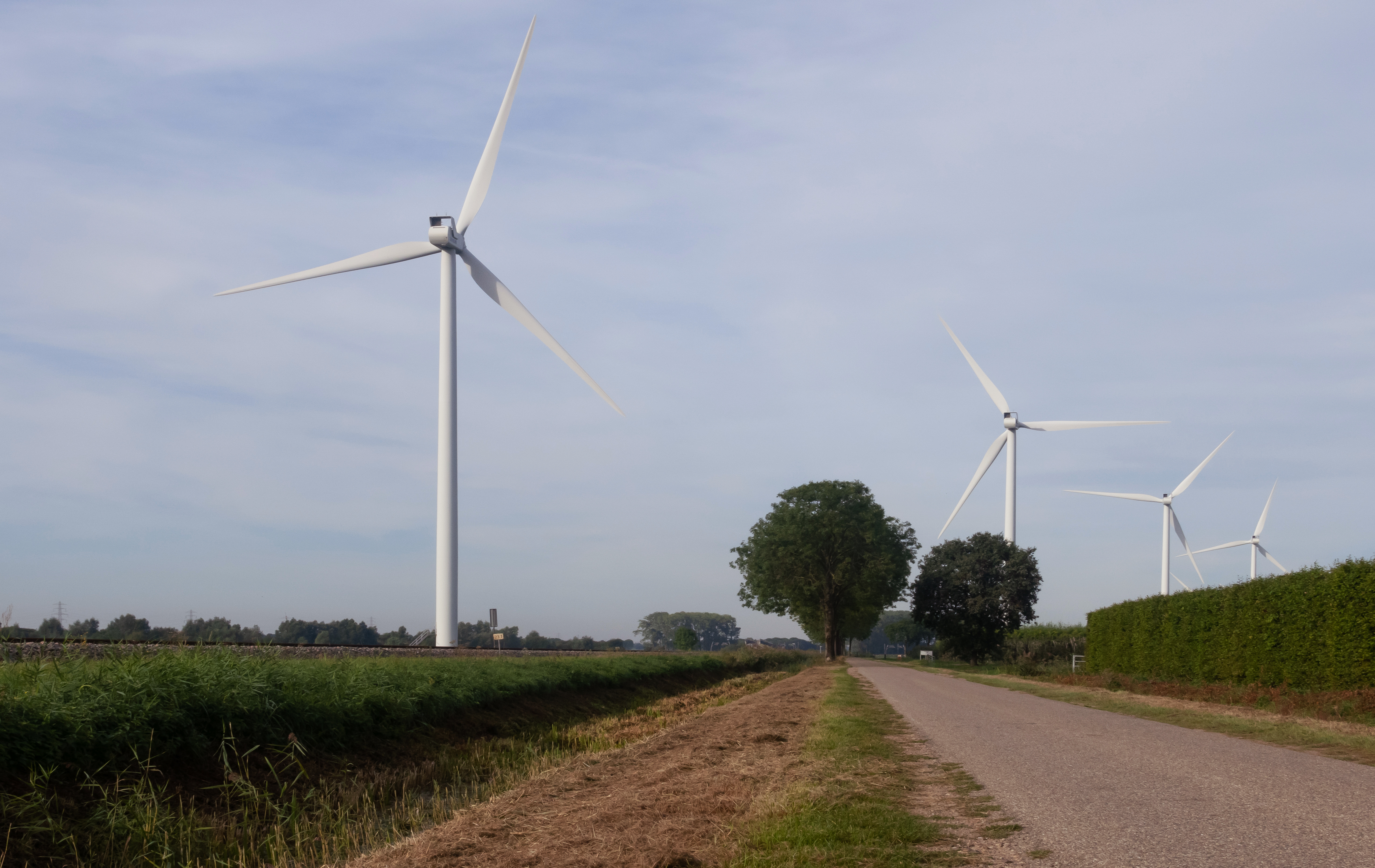
Вітряна електростанція